# Fifteen Ravine British Cemetery
Fifteen Ravine British Cemetery is een Britse militaire begraafplaats met gesneuvelden uit de Eerste Wereldoorlog, gelegen in het Franse dorp Villers-Plouich (Noorderdepartement). De begraafplaats werd ontworpen door Herbert Baker en ligt aan een landweg op 800 m ten zuiden van het dorpscentrum (Église Saint-Quentin). Ze heeft een trapeziumvormig grondplan met een oppervlakte van ruim 4.120 m² en wordt omsloten door een draadafsluiting en een haag. Vanaf het metalen hekje dat als ingang dient voert een stenen pad van 11 m naar het eigenlijke toegangsgebouw. Dit bakstenen gebouw heeft een open doorgang met vier ronde zuilen en een schilddak. De Stone of Remembrance staat centraal tegen de zuidoostelijke grens en het Cross of Sacrifice staat op dezelfde aslijn maar aan de tegenoverliggende zijde op een iets hoger gelegen terras. 
De begraafplaats telt 1.264 doden waaronder 740 niet geïdentificeerde en wordt onderhouden door de Commonwealth War Graves Commission.
Op het grondgebied van de gemeente ligt ook de militaire begraafplaats Sunken Road Cemetery (Villers-Plouich).

## Geschiedenis
Fifteen Ravine was de naam die door het Britse leger werd gegeven aan een ondiep ravijn, dat werd begrensd door vijftien bomen en haaks op de voormalige spoorweg lag op ongeveer 800 meter ten zuiden van het dorp. Maar de begraafplaats bevindt zich eigenlijk in Farm Ravine, aan de oostkant van de spoorlijn, dichter bij het dorp. Ze werd toen ook wel Farm Ravine Cemetery genoemd en werd in april 1917 door het 17th Welsh Regiment aangelegd, een paar dagen na de verovering van het ravijn door de 12th South Wales Borderers. Ze bleef in gebruik tijdens de Slag bij Cambrai (november 1917) en tot maart 1918 toen het Duitse leger aan hun lenteoffensief begon. Op de tweede dag van hun offensief werd het dorp door hen veroverd en pas eind september door de Britten heroverd.
In maart 1918 bevatte de begraafplaats 107 graven (nu perk I), maar werd na de wapenstilstand sterk uitgebreid met graven die afkomstig waren van het slagveld ten zuidwesten van Cambrai en volgende begraafplaatsen: Argyle Road Cemetery (50 doden) in het gehucht Beaucamp, Bourlon German Cemetery (173 doden)) in Bourlon en Marcoing Sunken Road Cemetery (79 doden) in Marcoing.
Onder de geïdentificeerde slachtoffers zijn er 475 Britten, 52 Nieuw-Zeelanders en 1 Duitser. Voor 44 slachtoffers werden Special Memorials opgericht omdat hun graven niet meer gelokaliseerd konden worden en men neemt aan dat ze onder naamloze grafzerken liggen. Tien Argyll and Sutherland Highlanders worden ook herdacht met Special Memorials omdat zij oorspronkelijk in Argyle Road Cemetery begraven waren maar hun graven werden daar door artillerievuur vernietigd en niet meer teruggevonden.

## Graven

### Onderscheiden militairen
- William John Alderman, luitenant-kolonel bij de Queen's Own (Royal West Kent Regiment) en Norman Bethune Robertson, majoor bij de Royal Field Artillery werden onderscheiden met de Distinguished Service Order (DSO).
- Sydney Edwin Silver, kapitein bij het Essex Regiment werd tweemaal onderscheiden met het Military Cross (MC and Bar).
- Edmund Fitzgerald Smyth, majoor bij de Royal Irish Rifles; Leonard Nield Cook, onderluitenant bij de King's Own (Royal Lancaster Regiment); Alan Lindsey Wylie, onderluitenant bij het Royal Flying Corps en Alan Cecil Judd, kapelaan bij het Army Chaplains' Department werden onderscheiden met het Military Cross (MC).
- C.W. Sanders, sergeant bij de Rifle Brigade werd onderscheiden met de Distinguished Conduct Medal (DCM).
- er zijn nog 18 militairen die onderscheiden werden met de Military Medal (MM).

### Minderjarige militair
- A.E. Quenza, soldaat bij het East Surrey Regiment was 17 jaar toen hij op 24 april 1917 sneuvelde.

### Alias
- soldaat Charles Norman Levey, diende onder het alias C. Norman bij de Grenadier Guards.